# Temporada 2025 del Campeonato de España de GT
La Temporada 2025 del Campeonato de España de GT-GT4 es la vigesimoséptima edición de este campeonato y la duodécima con VLine como organizador. Este es el primer año con los GT corriendo separado de los Turismos del CER desde 2017.

## Escuderías y pilotos
| Escudería                       | Coche                 | N.º                | Pilotos            | Pilotos             | Rondas             |
| Copa de España GPX              | Copa de España GPX    | Copa de España GPX | Copa de España GPX | Copa de España GPX  | Copa de España GPX |
| ------------------------------- | --------------------- | ------------------ | ------------------ | ------------------- | ------------------ |
| DAGO                            | Audi R8 GT2           | 111                | Pablo Yeregui      | Daniel Carretero    | 1                  |
| GT Corse                        | BMW M4 GT4            | 24                 | Manuel Bertolín    | Manuel Bertolín     | 2                  |
| Vortex SAS                      | Vortex V8 2.0         | 120                | Stéphane Gervais   | Stéphane Gervais    | 3                  |
| Vortex SAS                      | Vortex V8 2.0         | 122                | Evan Mainier       | Evan Mainier        | 3                  |
| Copa de España GT Cup           |                       |                    |                    |                     |                    |
| Baporo Motorsport               | Porsche 992 GT3 Cup   | 13                 | Joan Vinyes        | Jaume Font          | 1-2                |
| Baporo Motorsport               | Porsche 992 GT3 Cup   | 93                 | Daniel Díaz-Varela | Oscar Ral           | 1-2                |
| GT Corse                        | Porsche 992 GT3 Cup   | 15                 | Asi Goros          | Sacha Hebrard       | 1-3                |
| GT Corse                        | Porsche 992 GT3 Cup   | 19                 | Manuel Cañizares   | Sebastián Villadary | 1                  |
| GT Corse                        | Porsche 992 GT3 Cup   | 22                 | Alejandro Barambio | Borja García        | 1-3                |
| Road To LeMans Escudería Faraón | Porsche 992 GT3 Cup   | 47                 | Pablo Bras         | Patrick Bay         | 1                  |
| Veloso Motorsport               | Porsche 992 GT3 Cup   | 133                | Carlos Vieira      | Miguel Lobo         | 1-3                |
| Veloso Motorsport               | Porsche 992 GT3 Cup   | 191                | Jean-Roch Piat     |                     | 1                  |
| Veloso Motorsport               | Porsche 992 GT3 Cup   | 191                | Jean-Roch Piat     | Pedro Marreiros     | 2-3                |
| First Driver                    | Porsche 992 GT3 Cup   | 170                | Pedro Moleiro      | Daniel Peterson     | 3                  |
| CD Plemar Sport                 | Porsche 991-1 Cup     | 180                | Juan Miguel Larios | Leopoldo Larios     | 3                  |
| Chasis 181 Motorsport           | Mclaren Artura Trophy | 181                | Jan Georg Schidlof | Francesc Gutiérrez  | TBC                |
| LMR Motorsport                  | Porsche 992 GT3 Cup   | 911                | Leandro Martins    | Dieter Svepes       | 1                  |
| Copa de España GPR              |                       |                    |                    |                     |                    |
| CD Plemar Sport                 | Alpine A110 Cup       | 18                 | Jose Luís López    | Álvaro Rodríguez    | 2                  |
| Chefo Sport by Petrogold        | Ligier JS2R           | 30                 | Máximo Varela      | Henrique Varela     | 1                  |
| Chefo Sport by Petrogold        | Ligier JS2R           | 30                 | Máximo Varela      | Nico Abella         | 2-3                |
| UCAV Racing                     | Howe Mustang TA2      | 36                 | Carlos Álvarez     | José Santos         | 1-3                |
| Campeonato de España de GT4     |                       |                    |                    |                     |                    |
| GT Corse                        | BMW M4 GT4            | 24                 | Manuel Bertolín    | Manuel Bertolín     | 1                  |
| PCR Sport                       | Mercedes AMG GT4      | 26                 | Josep Parera       | Vicente Dasí        | 1                  |
| Monteiros Competiçoes           | BMW M4 GT4            | 150                | Luis Rocha         | Ricardo Gomes       | 3                  |

## Calendario
| Ronda | Duración carreras (+1 v.) | Circuito                           | Fecha              |
| ----- | ------------------------- | ---------------------------------- | ------------------ |
| 1     | 48' x2                    | Motorland Aragón                   | 29-30 de marzo     |
| 2     | 48' x2                    | Circuito de Navarra                | 3-4 de mayo        |
| 3     | 48' x2                    | Autódromo Internacional do Algarve | 7-8 de junio       |
| 4     | 48' x2                    | Circuito de Jerez                  | 20-21 de agosto    |
| 5     | 48' x2                    | Circuito Ricardo Tormo             | 18-19 de octubre   |
| 6     | 2h                        | Circuito de Cataluña               | 15-16 de noviembre |

## Clasificaciones
| Pos                         | Pilotos             | Pilotos            | Cat. | ARA | ARA | NAV | NAV | ALG | ALG | JER | JER | CRT | CRT | CAT | Retención | Pts  |
| --------------------------- | ------------------- | ------------------ | ---- | --- | --- | --- | --- | --- | --- | --- | --- | --- | --- | --- | --------- | ---- |
| 1                           | Borja García        | Alejandro Barambio | GTC  | 2   | 4   | 1   | 1   | 1   | 1   |     |     |     |     |     |           | 212  |
| 2                           | Carlos Vieira       | Miguel Lobo        | GTC  | 4   | 1   | 2   | Ret | 2   | Ret |     |     |     |     |     |           | 124  |
| 3                           | Máximo Varela       | Máximo Varela      | GPR  | 10  | 10  | 7   | 7   | 6   | 5   |     |     |     |     |     |           | 114  |
| 4                           | Joan Vinyes         | Jaume Font         | GTC  | 3   | 2   | Ret | 2   |     |     |     |     |     |     |     |           | 88   |
| 5                           | Jean-Roch Piat      | Jean-Roch Piat     | GTC  | 9   | 8   | 3   | 6   | 3   | 8†  |     |     |     |     |     |           | 88   |
| 6                           | Nico Abella         | Nico Abella        | GPR  |     |     | 7   | 7   | 6   | 5   |     |     |     |     |     |           | 82   |
| 7                           | Pedro Marreiros     | Pedro Marreiros    | GTC  |     |     | 3   | 6   | 3   | 8†  |     |     |     |     |     |           | 76   |
| 8                           | Sacha Hebrard       | Asi Goros          | GTC  | 7   | 6   | 6   | 4   | 5   | Ret |     |     |     |     |     |           | 70   |
| 9                           | Carlos Álvarez      | José Santos        | GPR  | 12  | 12  | 8   | 9   | 9   | Ret |     |     |     |     |     |           | 65   |
| 10                          | Leandro Martins     | Dieter Svepes      | GTC  | 1   | 3   |     |     |     |     |     |     |     |     |     |           | 64   |
| 11                          | Daniel Peterson     | Pedro Moleiro      | GTC  |     |     |     |     | 4   | 2   |     |     |     |     |     |           | 52   |
| 12                          | Daniel Díaz-Varela  | Oscar Ral          | GTC  |     |     | 4   | 3   |     |     |     |     |     |     |     |           | 44   |
| 13                          | Manuel Bertolín     | Manuel Bertolín    | GPX  |     |     | 5   | 5   |     |     |     |     |     |     |     |           | 44   |
| 14                          | Stephan Gervais     | Stephan Barret     | GPX  |     |     |     |     | 8   | 6   |     |     |     |     |     |           | 34,2 |
| 15                          | Juan Miguel Larios  | Leopoldo Larios    | GTC  |     |     |     |     | 7   | 4   |     |     |     |     |     |           | 32   |
| 16                          | Henrique Varela     | Henrique Varela    | GPR  | 10  | 10  |     |     |     |     |     |     |     |     |     |           | 32   |
| 17                          | Sebastian Villadary | Manuel Cañizares   | GTC  | 6   | 5   |     |     |     |     |     |     |     |     |     |           | 28   |
| 18                          | Álvaro Rodríguez    | José Luis López    | GPR  |     |     | 9   | 8   |     |     |     |     |     |     |     |           | 27,4 |
| 19                          | Pablo Bras          | Patrick Bay        | GTC  | 5   | 7   |     |     |     |     |     |     |     |     |     |           | 26   |
| 20                          | Evan Mainier        | Jules Courtel      | GPX  |     |     |     |     | Ret | 3   |     |     |     |     |     |           |      |
|                             | Pablo Yeregui       | Daniel Carretero   | GPX  | Ret | WD  |     |     |     |     |     |     |     |     |     |           |      |
| Campeonato de España de GT4 |                     |                    |      |     |     |     |     |     |     |     |     |     |     |     |           |      |
| 1                           | Ricardo Gomes       | Luís Rocha         | GT4  |     |     |     |     | 10  | 7   |     |     |     |     |     |           | 40   |
| =                           | Manuel Bertolín     | Manuel Bertolín    | GT4  | 8   | 9   |     |     |     |     |     |     |     |     |     |           | 40   |
| 3                           | Josep Parera        | Vicente Dasí       | GT4  | 11  | 11  |     |     |     |     |     |     |     |     |     |           | 32   |

| Leyenda: | 1.º | 2.º | 3.º | Pts | SP | NC | Ret | DNQ | DSQ | DNS | PO | WD | C |  | DNP | INJ | EX |  | Neg | Cur | † |